# Distretto della Lapponia Orientale
Il distretto della Lapponia Orientale (Itä-Lapin seutukunta) è uno dei distretti della Finlandia. È geograficamente locato nella regione della Lapponia. Il distretto è composto da cinque comuni e il numero della classificazione NUTS (NUTS-4) e LAU (LAU-1) è  194.
La superficie del distretto è di 21.727,9 km².
Nel 2008 la popolazione del distretto era di 19.248 abitanti, con una densità 0,885 ab./km².

## Comuni
- Kemijärvi (città)
- Pelkosenniemi (comune)
- Posio (comune)
- Salla (comune)
- Savukoski (comune)